# Sea Dragon (rakieta)

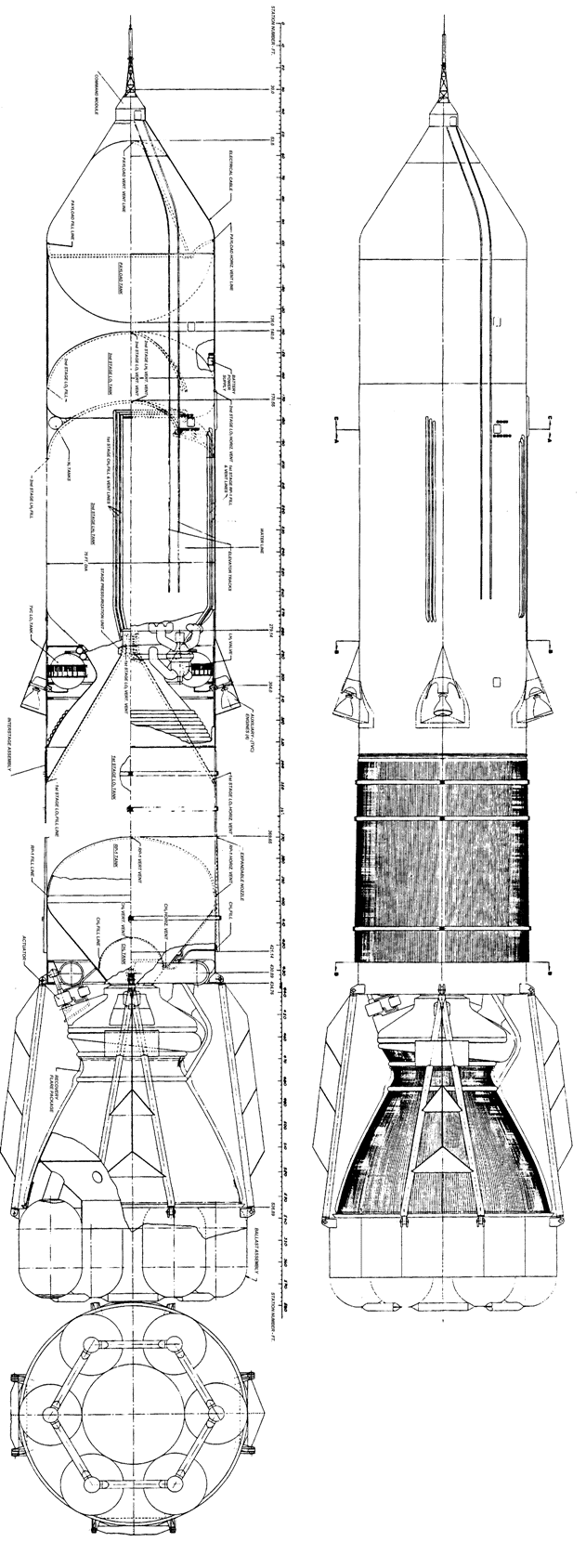
Rakieta Sea Dragon

Sea Dragon – niezrealizowany projekt superciężkiej amerykańskiej rakiety nośnej, startującej z powierzchni oceanu. Projekt opracował i przedstawił w 1962 inżynier marynarki Robert Truax pracujący dla spółki Aerojet. Samopionizująca, dwustopniowa rakieta miała być holowana a następnie ustawiana w pozycji startowej przy użyciu zbiorników balastowych napełnianych wodą morską. Długość rakiety miała wynosić 150 metrów (490 stóp), masa startowa 18 000 ton (39 000 000 funtów), a ciąg maksymalny 350 000 kN. Byłaby zdolna do umieszczenia na niskiej orbicie ładunku o masie 450 ton.